# Alexander Anderson (illustratör)
Alexander Anderson, född den 21 april 1775 i New York, död den 17 januari 1870, var en amerikansk illustratör.
Anderson var först läkare, men ägnade sig snart åt xylografin, som han lärt känna genom Thomas Bewicks alster, och vars teknik han på egen hand så att säga nyuppfann. Anderson blev denna konsts grundläggare i Förenta staterna. Bland hans arbeten märks 80 blad träsnitt till Shakespeares dramer.